# Muammer Yıldırım
Muammer Zülfikar Yıldırım (* 14. September 1990 in Eğil) ist ein türkischer Fußballtorhüter.

## Karriere

### Verein
Yıldırım begann mit dem Vereinsfußball als 13-Jähriger in der Jugend des türkischen Amateurklubs Ankara Esnafspor und wechselte 2006 in die Nachwuchsabteilung von Türk Telekomspor. Hier wurde er zwar 2007 mit einem Profivertrag ausgestattet, spielte aber ein Jahr lang weiterhin für die Reserve-Jugendmannschaft des Vereins. Erst am letzten Spieltag der Saison 2007/08 wurde er in der Drittligapartie gegen Yeni Kırşehirspor eingesetzt und gab mit diesem Einsatz sein Profidebüt. Für die Rückrunde der Saison 2009/10 wurde er an Amateurklub Torbalıspor ausgeliehen, wurde aber hier bis zum Saisonende nicht eingesetzt. Im Sommer 2010 kehrte er zu Telekomspor zurück und wurde in der Saison 2010/11 sechs Mal in Ligaspielen eingesetzt.
Zur Saison 2011/12 wechselte er zum Viertligisten Belediye Vanspor. Bei diesem Verein setzte er sich schnell als Stammspieler durch und behielt diese Position die nächsten zwei Spielzeiten lang.
Er wurde zur Saison 2013/14 vom Zweitligisten Mersin İdman Yurdu verpflichtet. Mit diesem Klub beendete er die Zweitligasaison 2013/14 als Play-off-Sieger und stieg damit in die Süper Lig auf. Yıldırım selbst kam in dieser Spielzeit nur in einem Ligaspiel zum Einsatz und blieb sonst der 3. Torhüter im Kader.
Zur Saison 2016/17 wurde er gemeinsam mit seinen beiden Teamkollegen Préjuce Nakoulma und Welliton vom Erstligisten Kayserispor verpflichtet. Hier spielte er die nächsten drei Spielzeiten lang und wechselte anschließend zum Liga- und Provinzrivalen Sivasspor.

### Nationalmannschaft
Im März 2016 wurde Yıldırım im Rahmen zweier Testspiele vom Nationaltrainer Fatih Terim zum ersten Mal in seiner Karriere in das Aufgebot der türkischen Nationalmannschaft nominiert.

## Erfolge
Mit Mersin İdman Yurdu
- Play-off-Sieger der TFF 1. Lig und Aufstieg in die Süper Lig: 2013/14

Mit Sivasspor
- Türkischer Pokalsieger: 2022